# Stazione di Locate Varesino-Carbonate
La stazione di Locate Varesino-Carbonate è una fermata ferroviaria posta sulla linea Saronno–Laveno gestita da Ferrovienord. Posta nel comune di Locate Varesino (CO), serve anche il centro limitrofo di Carbonate.

## Movimento
La stazione è servita treni regionali svolti da Trenord nell'ambito del contratto di servizio stipulato con la Regione Lombardia.